# كاثلين مارشال
كاثلين مارشال (بالإنجليزية: Kathleen Marshall)‏ هي مصممة رقص ومخرجة أمريكية، ولدت في 3 مايو 1962 في بيتسبرغ في الولايات المتحدة.

## وصلات خارجية
- كاثلين مارشال على موقع IMDb (الإنجليزية)
- كاثلين مارشال على موقع قاعدة بيانات برودواي على الإنترنت (الإنجليزية)
- كاثلين مارشال على موقع قاعدة بيانات الفيلم (الإنجليزية)